# Уравелі
Уравелі (груз. ურაველი) — село в Грузії.
За даними перепису населення 2014 року в селі проживає 660 осіб.